# J&T Finance Group
J&T Finance Group je původem slovenská finanční skupina, kterou založili počátkem roku 1994 Ivan Jakabovič a Patrik Tkáč. Od roku 2014 sídlí mateřská společnost v Praze, v tomto roce se také ze skupiny vyčlenila J&T Private Equity Group.
V roce 2023 byli akcionáři společnosti Jozef Tkáč (45,05%), Ivan Jakabovič (35,15%), CEFC China Energy Company Limited (9,9 %) a dlouholetí manažeři skupiny Štěpán Ašer a Igor Kováč (oba po 4,95%). Podíl CEFC měl podle dohod z března 2016 narůst až na 50 %, za což měla CEFC zaplatit 980 mil. eur (asi 26,3 mld. Kč). Počátkem roku 2018 navýšení čínského podílu zamítla Česká národní banka, v březnu téhož roku CEFC žádost sama stáhla.

## Zaměření
Skupina J&T se zaměřuje na poskytování komplexních služeb spojených s privátním bankovnictvím, správou majetku privátních klientů a institucí, investičním bankovnictvím a projektovým financováním. Své služby rozvíjí především na trzích České a Slovenské republiky.

## Historie skupiny J&T
- 1994 založení první společnosti J&T
- 1995 založení finanční skupiny J&T, zastřešující všechny činnosti J&T
- 1996 založení J&T Securities, obchodníka s cennými papíry v České republice
- 1997 založení J&T Global, realitního developera na Slovensku
- 1998 vstup do českého bankovnictví akvizicí Podnikatelské banky a.s., vzniká J&T Banka, a.s.
- 2004 významný vstup do oblasti energie získáním 34% balíku akcií Pražské energetiky
- 2006 vstup do oblasti švýcarského bankovnictví akvizicí IBI BANK, vznik J&T Bank Switzerland Ltd.
- 2006 otevření pobočky J&T BANKY na Slovensku
- 2007 vstup na ruský trh akvizicí banky Tretij Rim, vznik J&T BANK ZAO
- 2008 vstup na americký kontinent získáním 90 % akcií Bayshore Bank & Trust na Barbadosu
- 2014 fúze společností Techno Plus, a.s. (se sídlem v Bratislavě), J&T Finance, a.s. (se sídlem v Praze) a J&T Finance Group, a.s. (se sídlem v Bratislavě) do J&T Finance Group SE (se sídlem v Praze)
- 2014 vyčlenění J&T Private Equity Group
- 2015 koupě chorvatské banky Vaba d.d.

## Investice v Česku
J&T působí v oblastech privátního bankovnictví a finančních služeb, Asset managementu, investic a investičního bankovnictví a také v neziskovém sektoru.
Segment privátního bankovnictví a finančních služeb zastřešuje komplexní služby v oblasti privátního bankovnictví a specializovaného financování v oblasti real estate, podnikových akvizic a koupě pohledávek a obchodování s cennými papíry.

## Společenská odpovědnost
Skupina J&T je od 1. června 2004 zřizovatelem Nadačního fondu J&T. Nadační fond poskytuje příspěvky fyzickým a právnickým osobám, neziskovým organizacím, pokud jejich projekty souvisí s posláním a cíli nadačního fondu. Hlavním posláním je pomoc dětem v náhradní rodinné péči, lidem nemocným či s handicapem a sociálně slabým rodinám s dětmi. Nadační fond J&T se stal členem Iniciativy za rozvoj náhradní rodinné péče v Česku. jejímž hlavním cílem je změnit systém péče o ohrožené děti a přispět k reformě sociálně-právní ochrany dětí v Česku.
Nadační fond J&T financuje a spravuje edukačně-náborovou kampaň "Hledáme rodiče", která má za cíl nábor dostatečného množství pěstounů pro 11.000 dětí umístěných v ústavech.
Za dobu své existence přerozdělil Nadační fond J&T na pomoc v Česku a na Slovensku více než 230 milionů korun.